# 金勝寺 (奈良県平群町)
金勝寺（きんしょうじ）は、奈良県平群町椣原にある真言宗室生寺派の寺院。山号は、椣原（しではら若しくは、ひではら）山。本尊は藤原時代の作である薬師如来座像。

## 概要
寺伝によれば、当寺は天平18年（746年）行基菩薩の創建とされる。寺領700石を賜り、金堂、大講堂、阿弥陀堂、護摩堂、三重塔、食堂その他塔頭坊舎36ヶ坊の伽藍を建立されたと伝えられる。
旧金堂の鰐口には「大永二年壬午正月十六日（1522年2月22日）」の銘があり、複数回の火災で焼失して再建した中の一つとみられる。天正年間に松永久秀の焼打によって建造物はことごとく焼失し、寺領も没収された。
金堂は寛文5年（1665年）の再建で、本尊の薬師如来座像、脇侍の日光・月光両菩薩や十二神将像を祀っている他、薬師三尊像を安置している。本尊とともに薬師三尊像も、町指定の文化財である。現在の護摩堂、宝庫、庫裏、内門などは1902年（明治35年）の再建。護摩堂内には、大日如来座像、阿弥陀如来立像、十一面観音など古式の霊像が安置されている。この他、岸壁には，康正2年（1456年）や天正16年（1588年）の銘が入った磨崖仏14体(町指定文化財)がある。
金堂の、向かって右側丘陵上には鎮守社である原神社がある。
寺の対岸の丘陵の金勝寺墓地には、鎌倉期の石造十三重塔(町指定文化財)、十三仏石、地蔵石仏がある。
なお、大和北部八十八カ所霊場の第四十番札所である。